# Colibași, Argeș
Colibași este un sat ce aparține orașului Mioveni din județul Argeș, Muntenia, România. Prin Legea 35/1996, orașul primește numele Mioveni, iar Colibași rămâne un sat care aparține de acest oraș.